# Blessed (canção de Avicii)
"Blessed" é uma música do produtor sueco Avicii (creditado sob o nome Tom Hangs), com vocais da dupla Shermanology. Assim como muitas das faixas iniciais de Avicii, essa música foi vazada na internet entre o final de 2010 e abril de 2011. A faixa foi oficialmente lançada em 9 de maio de 2011 pela Spinnin' Records. Posteriormente, foi lançada nos Estados Unidos em 6 de março de 2012, e três meses depois, no Reino Unido, em 21 de junho de 2012.
A música foi incluída na coletânea Club Life: Volume One Las Vegas, do DJ holandês Tiësto. Ela também foi destaque em um comercial de TV da vodka Stolichnaya, exibido durante o torneio de futebol da UEFA Euro 2012.

## Lista de faixas
| Download digital - single |                               |         |  |
| N.º                       | Título                        | Duração |  |
| 1.                        | "Blessed (Avicii Radio Edit)" | 3:02    |  |
| 2.                        | "Blessed (Avicii Edit)"       | 6:47    |  |

## Desempenho nas paradas

### Paradas semanais
| Paradas (2011-12)           | Melhor Posição |
| --------------------------- | -------------- |
| Países Baixos               | 9              |
| Bélgica (Ultratop Valônia)  | 9              |
| Suécia                      | 19             |
| Reino Unido (OCC)           | 33             |
| Bélgica (Ultratop Flanders) | 44             |
| Alemanha                    | 50             |
| França (SNEP)               | 69             |